# The Only Ones (album)
Albums de The Only Ones
Even Serpents Shine
(1979)
The Only Ones est le premier album de The Only Ones, sorti en 1978.

## L'album
En 1994, The Guinness Encyclopedia of Popular Music l'inclut dans son classement des 50 meilleurs albums punk de tous les temps. Il fait aussi partie des 1001 albums qu'il faut avoir écoutés dans sa vie. 

### Titres
Toutes les chansons sont écrites et composées par Peter Perrett.
| A1. | The Whole of the Law         | 2:38 |
| A2. | Another Girl, Another Planet | 3:02 |
| A3. | Breaking Down                | 4:52 |
| A4. | City of Fun                  | 3:32 |
| A5. | The Beast                    | 5:47 |

| B1. | Creature of Doom        | 2:35 |
| B2. | It's the Truth          | 2:07 |
| B3. | Language Problem        | 2:28 |
| B4. | No Peace for the Wicked | 2:51 |
| B5. | The Immortal Story      | 3:57 |

### Musiciens
- Mike Kellie : batterie
- Alan Mair : basse
- Peter Perrett : voix, guitare, claviers
- John Perry : guitare, claviers
- Mick Gallagher, Gordon Edwards : claviers
- Raphael & Friends : cors d'harmonie
- Koulla Kakoulli : chœurs